# Unterer Ausgrabensee
Der Untere Ausgrabensee, auch Unterer Ausgraben genannt, ist ein See im Kreis Plön im deutschen Bundesland Schleswig-Holstein südlich
der Ortschaft Rathjensdorf. Er ist ca. 5 ha groß und bis zu 5,5 m tief.